# چیسسه (لهستان)
چیسسه (به لهستانی:  Cisse) یک روستا در لهستان است که در گمینا شچوتووو واقع شده‌است. چیسسه ۱۸۵ نفر جمعیت دارد.